# Michele Lamaro
Michele Lamaro (Roma, 3 giugno 1998) è un rugbista a 15 italiano, terza linea ala del Benetton e capitano della nazionale italiana dal novembre 2021.

## Biografia
Nato a Roma, il padre Gianluca velista specialista della classe soling che prese parte ai Giochi olimpici di Los Angeles 1984 e Seoul 1988, fu avviato alla disciplina sulle orme del fratello maggiore Pietro, ex nazionale Under-20 e crebbe tra Primavera e S.S. Lazio, squadra con cui esordì in A1 nel 2016.
Nel 2017, dopo una sola stagione in prima squadra nel club biancoceleste, passò al Petrarca di Padova, con cui si laureò campione d'Italia al primo anno con contestuale nomina a miglior giocatore del torneo.
Già capitano della nazionale Under-17 ed Under-18, dal 2017 al 2018 fece parte del gruppo dell'Italia Under-20 ai Sei Nazioni di categoria e ai mondiali in Georgia e Francia, vestendo i gradi di capitano nell'annata 2018.
Dopo una stagione da permit player del Benetton nel 2018-19, fu ingaggiato l'anno seguente dalla franchise veneta.
Debuttò in nazionale italiana il 28 novembre nell'incontro di Autumn Nations Cup contro la Francia, subentrando dalla panchina a Maxime Mbanda.
In occasione dei test match di fine anno 2021 Lamaro è stato nominato capitano della squadra nazionale.

## Palmarès
- Pro14 Rainbow Cup: 1
Benetton Treviso: 2020-21
- Campionati italiani: 1
Petrarca: 2017-18